# Jesús Davoz Gorrotxategi
Jesús Davoz Gorrotxategi   (Errenteria, 19 de desembre de 1931 - Lezo, 20 de maig de 2021) va ser un ciclista basc, que fou professional entre 1956 i 1962. El seu fill José Antonio també es dedicà al ciclisme.

## Palmarès
- 1958
  - 1r a Zumàrraga
  - Vencedor d'una etapa a la Volta a Andalusia

### Resultats a la Volta a Espanya
- 1958. 27è de la classificació general
- 1959. 32è de la classificació general